# 사비니 여인들의 개입
사비니 여인들의 개입(Intervention of the Sabine Women, 프랑스어: Les Sabines 레 사비네[*])은 프랑스 화가 자크 루이 다비드가 1799년에 그린 그림으로, 로마 건국 세대에 의해 사비니 여인들이 납치된 후의 전설적인 에피소드를 보여준다.
다비드는 1795년 뤽상부르궁에 수감되어 있는 동안 작업을 계획하기 시작했다. 프랑스는 내전 기간이 끝난 후 다른 유럽 국가와 전쟁 중이었다. 다비드는 로베스피에르를 지지하여 투옥되어 있었고, 공포정치와 테르미도르 반동으로 절정에 달했다.
다비드는 이 주제를 대표할 것인지 아니면 호메로스가 동료 그리스인들에게 자신의 구절을 낭송하는 것인지를 주저했다. 그는 마침내 푸생의 ‘사비니 여인들의 강간’의 ‘속편’으로 로마인과 사비니인을 떼 놓기 위해 개입하는 사비니 여성을 나타내는 캔버스를 만들기로 선택했다.
그림 작업은 1796년에 그의 소원한 아내가 감옥에서 그를 방문한 후 시작되었다. 그는 갈등을 이기는 사랑과 아이들의 보호를 주제로 아내를 기리기 위해 이야기를 들려줄 생각을 했다. 이 그림은 또한 혁명의 유혈 사태 이후에 인민의 단결을 위한 간청으로 여겨졌다. 그것을 깨닫는 데 거의 4년이 걸렸다.
이 그림은 로물루스의 아내 헤르실리아(사비니족의 지도자 티투스 타티우스의 딸)가 남편과 아버지 사이를 돌진하고, 그 사이에 아기를 두는 모습을 묘사하고 있다. 활력이 넘치는 로물루스가 반쯤 물러난 타티우스를 창으로 공격하려 하지만, 주저한다.
배경에 있는 바위 같은 노두는 반역에 대한 로마의 처벌이 바위에서 던져져야 했기 때문에 내전을 언급하는 타르페아 절벽이다. 전설에 따르면 타티우스가 로마를 공격했을 때 카피톨리노 언덕에 있는 성채의 총독인 스푸리우스 타르페이우스의 딸 베스탈 처녀 타르페이아의 반역 때문에 거의 도시를 함락시키는 데 성공했다고 한다. 그녀는 “그들이 팔에 짊어진 것”에 대한 대가로 사비니인을 위해 성문을 열었다. 그녀는 자신이 그들의 황금 팔찌를 받을 것이라고 믿었다. 대신에 사비니인들은 그녀를 짓밟아 죽이고 나중에 그녀의 이름을 딴 바위에서 그녀를 던졌다.

## 중요성
레 사비네(Les Sabines)의 기원과 작업 자체는 당시의 중요한 출발을 나타냈다. 역사적 묘사는 일반적으로 의뢰되었다. 그러나 다비드는 이익을 위해 자신의 일을 잉태하고 생산하고 촉진했다. 그는 첫 번째 전시와 함께 마케팅 자료를 제작했다. 국립 미술 과학 궁전의 사비니의 작품에는 역사적인 에피소드에 대한 자신의 설명이 포함되어 있으며, 그의 근거를 설명하는 미주가 있다. 그림에 누드를 사용하기 위해. 1799년의 전시회는 몇년 동안 많은 유료 방문객을 끌어들였다. 1819년 데이비드는 왕립 미물관에 1만 프랑에 레 사비네와 테르모필레 전투의 레오니다스를 판매했다.
1977년부터 프랑스는 다비드의 그림을 바탕으로 헤르실리아의 머리가 그려진 일련의 최종 우표를 발행했다.
다비드를 비롯한 예술가들이 루브르 박물관에서 쫓겨난 후, 그림은 그가 작업장으로 사용했던 고대 클루니 교회에서 개최되었다. 그 건물은 현재 클루니 미술관으로 운영되고 있다.